# الرحلة (مسلسل)
الرحلة مسلسل مصري تم عرضه في شهر رمضان لعام 2018، مقتبس عن المسلسل الإسباني. المسلسل من إنتاج شركة تريلر بيكتشرز للانتاج الفني والتوزيع وبطولة كل من باسل خياط وريهام عبد الغفور وحنان مطاوع وثراء جبيل ووليد فواز ومي سليم وهاجر أحمد والطفلة هنا زهران.

## القصة
تدور أحداث المسلسل في إطار تشويقي غامض يحمل حبكة الغموض، حول مجموعة أشخاص شاءت الأقدار أن يلتقوا على متن رحلة طائرة تحمل الرقم (710)، وجمعت الظروف بينهم في أن كل منهم يكتم سر ما ويخفيه، ولكن تتلاقى خطوطهم وحكاياتهم في مصير واحد.

## الممثلون
- باسل خياط: اسامة
- ريهام عبد الغفور: رانيا
- وليد فواز: ادم
- حنان مطاوع: كريمة
- مي سليم: سارة
- ثراء جبيل: كارما

- هنا زهران: طفلة
- محمد مهران: عمر
- أميرة العايدي: امل
- إيهاب فهمي: مالك
- إسلام جمال: حسن
- هاجر أحمد: جميلة

- جوليا شواشي: ياسمين
- محمود حجازي: باسم
- نور محمود: صلاح
- هبة عبد الغني
- عادل أمين: والد آدم
- عواطف حلمي: إم إدم

- لبنى ونس
- إسماعيل شرف
- محمد العمروسي
- رامي الطمباري
- هدى مجد
- عبد السلام الدهشان

## روابط خارجية
- الرحلة على موقع قاعدة بيانات الأفلام العربية
- حلقات المسلسل على موقع شايف دوت نت
- حلقات المسلسل على اليوتيوب
- صفحة المسلسل على موقع السينما.كوم